# Chiesa della Madonna di Pie' di Piazza
La Chiesa della Madonna di Piè di Piazza, detta anche Oratorio dei Santi Pietro e Paolo, si trova a Pescia, in provincia di Pistoia, diocesi di Pescia.

## Storia e descrizione
Venne eretta nel 1447, forse su disegno di Andrea Cavalcanti detto il Buggiano. È caratterizzata da un sistema di grandi arcate che, interrompendo su tutti e tre i lati l'alta trabeazione, presentano lo schema della serliana. A rendere problematica la lettura di questo monumento concorre la scomparsa delle membrature lapidee originarie; i pilastri, le cornici, le mensole e i fregi attualmente visibili sono infatti frutto di restauri sostitutivi dovuti a maestranze attive negli anni Venti e Quaranta del Novecento.
L'interno dell'edificio mostra un ricco soffitto ligneo realizzato nel 1609 in sostituzione di quello originale. Databile al Quattrocento è un pregevole affresco raffigurante la Madonna con il Bambino, originariamente collocato presso un'edicola che sorgeva sul vicino ponte del Duomo.